# Sønderup (Flensborg)
 For alternative betydninger, se Sønderup. (Se også artikler, som begynder med Sønderup)
Sønderup (tysk Sünderup, angeldansk Synjerup) er en bydel i Flensborg beliggende sydøst for Adelbylund og syd for Adelby Kirke, hvoraf navnet Sønderup kan forklares. Navnet kan også være afledt af mandsnavn Sune. Sønderup er første gang nævnt 1506. Den bestod i 1800-tallet udelukkende af husmandssteder (kåd), som hørte til hovedgården Sønderupgaard. I 1837 nævnes her en gård og 16 kåd (husmandssteder). Lidt øst for Sønderup på vej mod Tarup lå det lille kådnersted Katgab (Kattloch). Sønderups grænse til Tostrup markeres gennem Himmelbjerget.
For at undgå indlemmelsen i Flensborg Kommune, havde Sønderup sammen med nabobyer Tarup og Tostrup så sent som i 1966 forenet sig til den nye kommune Adelby. Til trods for dette blev Sønderup sammen med Tarup i marts 1974 indlemmet i Flensborg, hvor den hører som statistisk distrikt under bydelen Tarup, en lille del i vest kom dog under Sandbjerg. Selvom Sønderup på denne måde formelt bliver en del af Flensborg Kommune, bevarede bydelen længe sit landlige præg. Først omkring 2000, da bebyggelsen blev udvidet med nye parcelhuse hen imod Pilvejen på Sønderup-Højmark, rykkede landsbyen nærmere til Flensborg. I 2001 blev med den nye omfartsvej (Østtangenten) vejen til Adelbylund afskåret. På samme tid blev Sønderup udvidet, da løkken nord for landsbyen blev udstykket til nye parcelhuse.
I den danske periode indtil 1864 hørte landsbyen under Adelby Sogn (Husby Herred, Flensborg Amt). Den dansk-sydslesvigske journalist og politiker Karl Otto Meyer er født i Sønderup.

## Kendte
- Karl Otto Meyer (1928–2016), dansk-sydslesvigsk journalist og politiker